# فرد فولكنير ليستير
فرد فولكنير ليستير (بالإنجليزية: Fred Faulkner Lester)‏ هو عسكري أمريكي، ولد في 29 أبريل 1926 في دانرز غروف في الولايات المتحدة، وتوفي في 8 يونيو 1945 في جزيرة أوكيناوا في اليابان.